# Mainfonds
Mainfonds korábbi község Franciaországban, Charente megyében. Lakosainak száma 118 fő (2018. január 1.). Mainfonds Val des Vignes, Champagne-Vigny, Claix, Étriac és Aubeville községekkel határos.
2016. január 1-jén három másik korábbi községgel egyesült és az így létrejött Val des Vignes új község része lett.

## Népesség
A település népességének változása:
| Lakosok száma | 196  | 199  | 166  | 171  | 142  | 168  | 203  | 226  | 237  | 118  |
|               | 1962 | 1968 | 1982 | 1990 | 1999 | 2008 | 2011 | 2013 | 2017 | 2018 |